# 東城奇案
《東城奇案》（英語：Mare of Easttown）是一部美國犯罪迷你影集，由布萊德·英格爾斯比開創並擔當編劇，克雷格·卓貝擔當導演。凱特·溫斯蕾領銜出演女主角梅珥·希恩，她是賓夕法尼亞州特拉華縣的一座小鎮裡負責調查謀殺案件的警探，主演還包括茱莉安娜·妮克遜、珍·史瑪特、安格瑞·萊絲、大衛·丹曼、尼爾·霍夫、蓋·皮爾斯、卡莉·史派妮、約翰·道格拉斯·湯普森、喬·蒂皮特、伊凡·彼得斯、索希·貝肯和詹姆士·麥亞得爾。影集於2021年4月18日在HBO首播。

## 概要
在賓夕法尼亞州特拉華縣的一座小鎮，警探梅珥·希恩在面對個人生活危機的同時，著手調查發生在當地的一宗謀殺案件，一名年輕的單身媽媽被發現陳屍於溪水之中。梅珥是當地的風雲人物，她在25年前幫助高中籃球隊奪得冠軍。當前她除了調查謀殺案，還需持續追蹤另一名女孩的失蹤案件，此外還要應對離婚、自殺身亡的兒子、吸毒成癮的兒媳以及孫子的監護權等個人問題。

## 演員與角色

### 主要角色
- 凱特·溫斯蕾 飾演 梅珥·希恩（Mare Sheehan）：小鎮警探。

- 茱莉安娜·妮克遜 飾演 蘿莉·羅斯（Lori Ross）：梅珥的同學和好友，兩人曾是學校籃球隊隊友。

- 珍·史瑪特 飾演 海倫·費希（Helen Fahey）：梅珥的母親。

- 安格瑞·萊絲 飾演 莎凡·希恩（Siobhan Sheehan）：梅珥的女兒。

- 大衛·丹曼 飾演 法蘭克·希恩（Frank Sheehan）：梅珥的前夫。

- 尼爾·霍夫（英语：Neal Huff） 飾演 丹·海斯汀（Dan Hastings）：神父，梅珥的表弟。

- 蓋·皮爾斯 飾演 理查·萊恩（Richard Ryan）：小說作家。

- 卡莉·史派妮 飾演 艾琳·麥克曼（Erin McMenamin）：和父親肯尼生活在一起，生性孤僻。

- 約翰·道格拉斯·湯普森（英语：John Douglas Thompson） 飾演 卡特（Carter）：梅珥的上司。

- 喬·蒂皮特（英语：Joe Tippett） 飾演 約翰·羅斯（John Ross）：蘿莉的丈夫。

- 伊凡·彼得斯 飾演 柯林·賽柏（Colin Zabel）：郡裡派遣到東城小鎮的警探，梅珥的搭檔，協助調查案件。

- 索希·貝肯（英语：Sosie Bacon） 飾演 凱莉·萊登（Carrie Layden）：德魯的生母，梅珥的兒媳。

- 詹姆士·麥亞得爾（英语：James McArdle） 飾演 馬克·伯頓（Mark Burton）：教會執事。

### 其他角色
- 凱特·阿靈頓（Kate Arrington） 飾演 費依（Faye）：法蘭克的未婚妻。

- 露比·克魯茲（Ruby Cruz） 飾演 潔絲·萊利（Jess Riley）：艾琳的好友。

- 伊妮德·格雷厄姆（Enid Graham） 飾演 黛恩·貝利（Dawn Bailey）：梅珥的同學，兩人曾是學校籃球隊隊友。女兒凱蒂已經失蹤滿一年，她時常指責警方毫無作為。

- 卡梅倫·曼（Cameron Mann） 飾演 萊恩·羅斯（Ryan Ross）：蘿莉的兒子。

- 傑克·穆赫恩（Jack Mulhern） 飾演 狄倫·辛奇（Dylan Hinchey）：艾琳的前男友。

- 帕特里克·穆尼（Patrick Murney） 飾演 肯尼·麥克曼（Kenny McMenamin）：艾琳的父親。

- 奇納薩·奧格本古（Chinasa Ogbuagu） 飾演 貝絲·漢倫（Beth Hanlon）：小鎮居民。

- 菲莉絲·薩默維爾（英语：Phyllis Somerville） 飾演 貝蒂·卡羅爾（Betty Carroll）：小鎮的老年居民。

- 瑪德琳·溫斯坦（英语：Madeline Weinstein） 飾演 貝卡（Becca）：莎凡的朋友。

- 羅比·坦（Robbie Tann） 飾演 比利·羅斯（Billy Ross）：約翰的弟弟。

- 莎夏·弗羅洛瓦（Sasha Frolova） 飾演 蜜西·薩格（Missy Sager）：染上毒癮的年輕女子，遭到綁架。

- 凱特琳·霍拉漢（Caitlin Houlahan） 飾演 凱蒂·貝利（Katie Bailey）：黛恩的女兒，遭到綁架。

- 德魯·謝伊德（Drew Scheid） 飾演 傑夫·盖柏哈特（Geoff Gabeheart）：莎凡的朋友，樂隊鼓手。

- 麥坎西·蘭辛（Mackenzie Lansing） 飾演 布莉安娜·德拉索（Brianna Delrasso）：狄倫的女友。

- 艾莉莎·戴維斯（Elisa Davis） 飾演 蓋爾·格雷厄姆（Gayle Graham）：梅珥的心理醫師。

- 賈斯汀·赫特-鄧克利（Justin Hurtt-Dunkley） 飾演 川默（Trammel）：新入職警官。

- 伊茲·金（Izzy King） 飾演 德魯（Drew）：梅珥的孫子。

- 安東尼·諾曼（Anthony Norman） 飾演 奈森·弗德（Nathan Forde）：莎凡的朋友，樂隊成員。

- 凱蒂·克萊斯勒（Katie Kreisler） 飾演 翠莎·萊利（Trisha Riley）：潔絲的母親。

## 集數
| 集數 | 標題 | 譯名               | 導演        | 編劇              | 首播日期      | 美國收視人數 （百萬） |
| --- | ---- | ------------------ | ----------- | ----------------- | ------------- | --------------------- |
| 1 |      | 猎鹰女本尊         | 克雷格·卓貝 | 布萊德·英格爾斯比 | 2021年4月18日 | 0.600                 |
| 在賓夕法尼亞州的東城小鎮，警探梅珥·希恩已經著手調查年輕女孩凱蒂·貝利的失蹤案件長達一年。凱蒂的母親黛恩在電視上指責警方毫無作為。梅珥私下認為不會找到凱蒂。梅珥還需時常應對小鎮居民的瑣事，包括老人懷疑家中遭人偷窺、弟弟佛瑞迪私自闖入姐姐貝絲家中偷竊錢財等。梅珥在追趕小竊賊時崴傷腳踝。梅珥在讀高中時，因幫助校籃球隊艱難獲勝而得享盛名。如今梅珥參加學校舉行的25週年紀念活動，她的前夫法蘭克正準備與女友費依結婚。梅珥在酒吧偶遇剛來到小鎮不久的小說家理查·萊恩。兩人發生性關係後，梅珥拒絕了理查的進一步追求。與此同時，艾琳·麥克曼是小鎮上年輕的單身母親，正在籌措治療嬰兒耳朵疾病的資金。艾琳的父親肯尼不願出錢。艾琳的前男友狄倫，也就是嬰兒的父親，與艾琳共同享有嬰兒的分開監護權，他也拿不出這筆錢。艾琳期待與網友「布倫丹」會面，到了約會地點發現這是狄倫的女友布莉安娜一手策劃。布莉安娜和朋友言語羞辱並動手毆打艾琳。梅珥的女兒莎凡見狀，出手幫助艾琳，艾琳獨自離開。轉天清晨，艾琳裸露的屍體出現在樹林裡的溪水中。 |      |                    |             |                   |               |                       |
| 2 |      | 父親               | 克雷格·卓貝 | 布萊德·英格爾斯比 | 2021年4月25日 | 0.735                 |
| 梅珥前去勘察案發現場，認為艾琳是遭受近距離槍擊而死。梅珥將消息告知艾琳的父親肯尼，肯尼輕率地認為是狄倫所為。狄倫在警局起初隱瞞當晚曾夥同布莉安娜等人欺凌艾琳，否認是自己作案。謀殺案在小鎮不脛而走，眾人將此案與凱蒂·貝利的失蹤案聯繫起來，警局稱尚未發現兩案有所關聯。郡裡派遣年輕的警探柯林·賽柏來到小鎮，協助梅珥辦案。德魯的生母凱莉告訴海倫和莎凡，她打算與梅珥爭奪德魯的監護權。德魯出現眼部抽動症，梅珥擔心這是一種遺傳病。她的兒子凱文患有類似的精神疾病，於兩年前自殺身亡。梅珥前去咨詢醫師，醫師建議她為孩子做進一步的檢查。一段艾琳死亡當晚在森林中被布莉安娜等人欺凌的影片在互聯網上傳播開來，梅珥看到莎凡出現在現場。梅珥與柯林來到布莉安娜父親東尼的餐館，在眾人面前將布莉安娜帶回警局。東尼因此不斷跟蹤糾纏梅珥。肯尼為給女兒報仇，持槍挾持狄倫至森林之中。狄倫嘗試逃跑，肯尼從背後向狄倫開槍，狄倫應聲倒地。艾琳的好友潔絲在母親翠莎的帶領下，拜訪梅珥的好友蘿莉。潔絲私下告訴蘿莉，艾琳生前曾向她透露一個秘密，狄倫不是她的孩子的親生父親。潔絲認為孩子的親生父親是梅珥的前夫法蘭克。法蘭克曾是艾琳的老師。 |      |                    |             |                   |               |                       |
| 3 |      | 二號嫌犯           | 克雷格·卓貝 | 布萊德·英格爾斯比 | 2021年5月2日  | 0.918                 |
| 法醫證實艾琳生前沒有遭遇性侵害，她死於午夜至凌晨兩點之間，梅珥推斷屍體發現地點不是第一作案現場。蘿莉將潔絲的說法告知梅珥，梅珥隨即與法蘭克當面對質。法蘭克承認自己曾關心過艾琳，但是堅決否認曾與她發生過性關係，否認自己是兇手，他願意與艾琳的孩子做親子鑒定。狄倫被送至醫院，得以倖存。肯尼主動來到警局自首。梅珥告知狄倫的父母，建議狄倫與嬰兒做親子鑒定。民眾在一個公園內發現艾琳的半根手指。梅珥在附近搜查，發現一枚子彈，公園因此被確定為第一作案現場。艾琳的手機通話記錄顯示她生前的最後一名聯繫人是教會執事馬克·伯頓。梅珥和柯林詢問馬克時，他聲稱自己只是在艾琳生活遭遇挫折時幫助開導她。柯林對馬克做背景調查，發現他因不明原因才被教會調到東城小鎮。梅珥和柯林再次拜訪馬克，馬克閉門不見。當晚，馬克驅車來到橋邊，將艾琳的單車扔進河水中。梅珥開始與理查約會。莎凡著手製作關於過世哥哥凱文的紀錄片。她與其他樂隊成員參加學校廣播電台錄製時，結識電台DJ安妮，兩人開始約會。為阻止凱莉爭奪德魯的監護權，梅珥從警局證據室偷出兩包海洛因，將它們放在凱莉的車上，栽贓她攜帶毒品。警長卡特認出毒品來自證據室，強迫梅珥休職，沒收她的警徽和警槍，並告誡她不要私下繼續調查艾琳的案件。 |      |                    |             |                   |               |                       |
| 4 |      | 可憐的薛西弗斯     | 克雷格·卓貝 | 布萊德·英格爾斯比 | 2021年5月9日  | 1.049                 |
| 梅珥將自己被停職的消息告訴海倫和莎凡，她開始接受強制心理治療。梅珥私下與柯林會面，兩人繼續研究艾琳的失蹤案件。親子鑒定結果顯示，艾琳孩子的親生父親既不是法蘭克，也不是狄倫。小鎮當地的一名女孩蜜西·薩格吸毒成癮，為籌措資金開始賣淫。當晚，蜜西被裝扮成嫖客的某人綁架。轉天之後，新聞播報了蜜西失蹤的消息。梅珥和柯林再次詢問潔絲，潔絲透露艾琳為了給兒子治病亟需用錢，她幫助艾琳在蜜西使用的賣淫網站上建立秘密帳戶，但是艾琳未曾真正地與人完成交易。潔絲私下將艾琳日記的隱藏地址告訴梅珥。梅珥從該處發現一條心型項鏈。柯林調查得知教會執事馬克因對未成年少女有不當行為而調至小鎮。馬克避而不談此事，柯林和丹·海斯汀均告訴馬克此事很快將傳遍小鎮。柯林和理查分別向梅珥提出邀約，約在同一天，梅珥需要在兩人之間做出取捨。凱莉獲得德魯的監護權，但是當晚德魯開始想家睡不著覺，凱莉只得把德魯送回梅珥家。梅珥回憶起凱文生前與凱莉一道搶奪家中的錢財，用以購買毒品。莎凡與貝卡分手，正式與安妮交往。兩人在親熱時被貝卡撞見，貝卡奪門而出離開梅珥家，不慎將海倫撞倒。梅珥陪同海倫前去醫院治療。傷勢不重的海倫很快出院回到家中。黛恩接到一個神秘電話，對方聲稱得知凱蒂的下落，要求黛恩拿出5000美元。黛恩帶著假錢來到約定地點，發現受到佛瑞迪的欺騙。黛恩沒有將佛瑞迪的所作所為告知他的姐姐貝絲。蜜西被綁架至酒館後面的密室，她在房間內與活著的凱蒂相遇。 |      |                    |             |                   |               |                       |
| 5 |      | 錯覺               | 克雷格·卓貝 | 布萊德·英格爾斯比 | 2021年5月16日 | 1.064                 |
| 貝蒂·卡羅爾駕車時死於突發心臟病，汽車撞倒電線桿，導致小鎮暫時停電。在貝蒂的葬禮上，她的丈夫公開承認曾與海倫·費希有染。梅珥得知艾琳生前曾住在比利·羅斯的家中。蘿莉從兒子的行為中得知，她的丈夫約翰·羅斯再次與其他女性偷情。布莉安娜開始懷疑是狄倫殺死艾琳，因為案發當晚她找不到狄倫的蹤跡。狄倫與潔絲偷偷溜進艾琳的家中，找到並焚毀她的日記本，潔絲秘密地保留了其中的照片。梅珥與柯林約會，當梅珥不斷提起案件時，對梅珥有好感的柯林產生挫敗感。當晚，梅珥駕車回家時看到有人偷窺，她追蹤至一棟房屋，發現此人是老年癡呆患者。卡特警告梅珥不要再多管閒事。馬克的舊事被傳開後，他遭到當地青年的暴力攻擊。回到教堂後，馬克向丹·海斯汀承認在案發當晚他曾與艾琳會面，並駕車將她送至案發現場的公園，但是馬克否認自己是殺人兇手。梅珥和柯林與一個女孩談話，這名女孩此前險遭綁架。他們得知嫌犯作案時駕駛一輛藍色貨車。根據這條線索，梅珥與柯林開始逐家排查。兩人來到波特斯的家中，與他攀談。凱蒂和蜜西聽到有外人的說話聲，開始敲擊水管。波特斯眼見事情敗露，率先開槍擊中柯林頭部，柯林應聲倒地。沒有武器的梅珥身中槍傷，在房內四處躲藏，與持槍的波特斯周旋。最終梅珥拾獲柯林的手槍擊斃波特斯。警方隨後趕到現場。 |      |                    |             |                   |               |                       |
| 6 |      | 風暴必然會帶來痛苦 | 克雷格·卓貝 | 布萊德·英格爾斯比 | 2021年5月23日 | 1.210                 |
| 丹·海斯汀將馬克的事情告知警方。馬克被傳喚至警局接受審訊，他仍否認自己是殺害艾琳的兇手。卡特警長以提供虛假證詞的罪名逮捕馬克。警方從河中打撈出被馬克扔進去的單車。梅珥來到柯林的家門前，希望向他的母親致哀，被對方逐出家門。安妮希望莎凡申請前去加利福尼亞大學柏克萊分校，遭到拒絕之後，安妮與她分手。當晚莎凡借酒消愁，醉酒狀態下埋怨母親梅珥讓她成為首個目睹哥哥凱文自殺身亡的發現者。梅珥得知艾琳的母親過世之後，父女兩人曾與羅斯一家參加家庭聚會，舉辦日期與梅珥發現的項鏈上的數字吻合。狄倫威脅潔絲不要再向警方洩密。約翰的父親私下告知約翰，在艾琳被謀殺的當晚，他見到比利渾身浴血回到家中。約翰質問比利，比利向他承認是自己殺死艾琳。約翰將此事告知妻子蘿莉，並稱艾琳孩子的父親正是比利。當晚艾琳威脅比利，要公開兩人之間的亂倫關係，比利因此殺死艾琳。梅珥查到售賣項鏈的商家，找到羅斯購買項鏈的證據。她來到蘿莉的家中，詢問比利的下落。蘿莉將約翰的說法告知梅珥，並將比利的行蹤告訴她。比利暗中將一把手槍藏在釣具箱內，與約翰在河邊釣魚。梅珥來到河邊尋找比利。潔絲來到警局，將艾琳日記內藏著的照片交給卡特警長。卡特看到照片之後，要求屬下立即聯繫梅珥。 |      |                    |             |                   |               |                       |
| 7 |      | 聖禮               | 克雷格·卓貝 | 布萊德·英格爾斯比 | 2021年5月30日 | 1.520                 |
| 卡特從照片中看到艾琳與約翰關係親密。潔絲告訴卡特警長，她和狄倫燒掉艾琳的生前日記是為了隱藏秘密，希望能夠讓狄倫的父母照顧艾琳的遺孤。約翰持槍企圖殺死比利，被梅珥阻止。約翰在警局承認自己與艾琳存在不正當關係。約翰在口供中稱，法蘭克訂婚當晚，艾琳通過電話聯繫約翰，邀他在公園會面。見面後艾琳以自殺相威脅，兩人爭執時槍支走火，射殺艾琳。約翰聯繫弟弟比利幫忙，兩人將艾琳的屍體搬至樹林之中，以嫁禍於當晚在附近聚會的年輕人。約翰承認他說服蘿莉幫助自己撒謊，栽贓弟弟比利。地方檢察官撤回指控，馬克被無罪釋放。約翰請求蘿莉養育艾琳的孩子。退休警察卡羅爾先生聯繫梅珥，稱自己的一把手槍曾經失而復得，而且丟失了兩發子彈。能夠輕易進入儲藏室的外人只有時常來幫忙修剪草坪的萊恩·羅斯。梅珥從卡羅爾先生的監視器中證實了這個猜想。梅珥來到蘿莉的家中，將13歲的萊恩帶至警局。萊恩供認是自己使用卡羅爾先生的手槍殺死艾琳。他原本只是想嚇唬艾琳，讓她遠離自己的家庭。萊恩將事情告知父親約翰，約翰和比利為他善後。萊恩被送至少年感化院。蘿莉對追查到底的梅珥心懷憤恨。數月之後，莎凡離開東城前往柏克萊唸書，蘿莉與梅珥和解。梅珥再次登上凱文自殺的閣樓。 |      |                    |             |                   |               |                       |

## 製作

### 開發
2019年1月，HBO宣佈將開發凱特·溫斯蕾主演的迷你劇，影集由布萊德·英格爾斯比執筆編劇，原定由加文·歐康諾執導全部影集。2020年1月，克雷格·卓貝確定接替加文·歐康諾擔當導演，同時擔當執行製片人。

### 選角

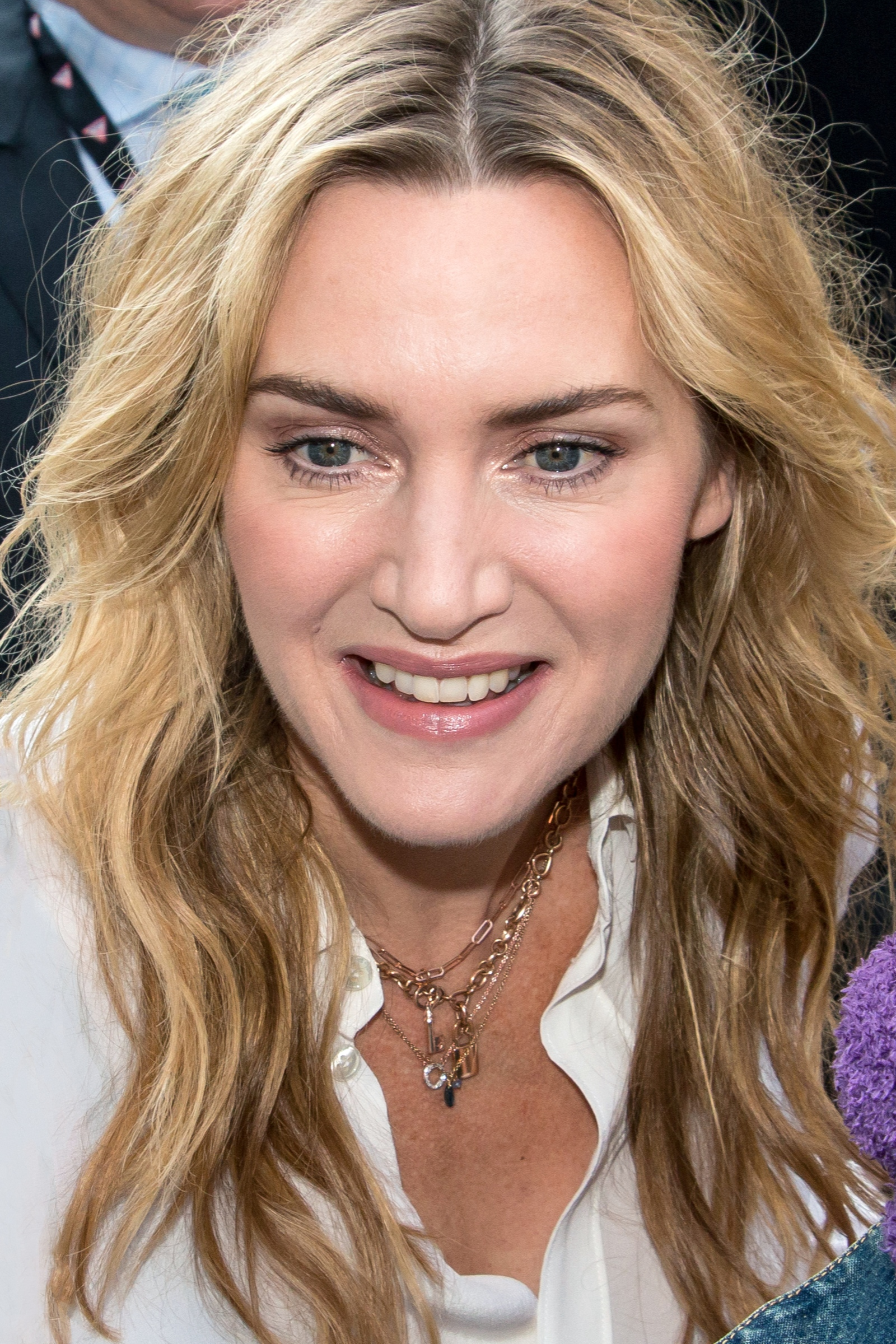
凱特·溫斯蕾出演女主角梅珥·希恩

2019年1月，隨著影集開發製作，凱特·溫斯蕾確定出演女主角梅珥·希恩。9月，茱莉安娜·妮克遜、珍·史瑪特、安格瑞·萊絲、伊凡·彼得斯、卡莉·史派妮和大衛·丹曼加入劇組。10月，約翰·道格拉斯·湯普森、帕特里克·穆尼（Patrick Murney）、班·邁爾斯、凱蒂·克萊斯勒（Katie Kreisler）、詹姆士·麥亞得爾、索希·貝肯、喬·蒂皮特和尼爾·霍夫加入劇組。2021年2月，報導稱蓋·皮爾斯於一年多前接替班·邁爾斯出演影集。麥坎西·蘭辛（Mackenzie Lansing）、凱特·阿靈頓（Kate Arrington）、露比·克魯茲（Ruby Cruz）、艾莉莎·戴維斯（Elisa Davis）、伊妮德·格雷厄姆（Enid Graham）、賈斯汀·赫特-鄧克利（Justin Hurtt-Dunkley）、伊茲·金（Izzy King）、傑克·穆赫恩（Jack Mulhern）、安東尼·諾曼（Anthony Norman）、德魯·謝伊德（Drew Scheid）和瑪德琳·溫斯坦也於同時參演影集。

### 拍攝
主體拍攝於2019年秋季在費城主線區的切斯特縣開機，計劃於2020年4月殺青。受2019冠狀病毒病疫情影響，劇組於3月暫停製作，9月恢復拍攝作業。拍攝地點還包括切斯特縣科茨維爾的火車站和高中體育館，以及特拉華縣的一處美國退伍軍人協會禮堂。影集開創者布萊德·英格爾斯比透露劇中多數場景在特拉華縣的阿斯頓鎮（Aston Township）附近拍攝。
影集中故事發生於賓夕法尼亞州特拉華縣的一座小鎮，該鎮的原型為現實中切斯特縣的東城鎮，這裡也是布萊德·英格爾斯比的出生地。在拍攝時製作組曾談論劇中人物是否使用特拉華縣口音，儘管非常難學，主演凱特·溫斯蕾為強調出小鎮中的人物特點，堅持使用當地口音。溫斯蕾坦言學習這種口音十分困難，以至於她「（氣到想要）扔東西」。

## 音樂
2021年4月，勒內·馬基德利確定為影集作曲。數位版於2021年5月30日在亞馬遜和iTunes上發行。
| 曲序     | 曲目     | 时长  |
| -------- | -------- | ----- |
| 1.       |          | 1:26  |
| 2.       |          | 1:23  |
| 3.       |          | 1:11  |
| 4.       |          | 3:08  |
| 5.       |          | 2:05  |
| 6.       |          | 1:55  |
| 7.       |          | 1:30  |
| 8.       |          | 1:29  |
| 9.       |          | 1:48  |
| 10.      |          | 1:37  |
| 11.      |          | 1:57  |
| 12.      |          | 3:53  |
| 13.      |          | 1:38  |
| 14.      |          | 1:15  |
| 15.      |          | 1:46  |
| 16.      |          | 1:10  |
| 17.      |          | 2:01  |
| 18.      |          | 1:13  |
| 19.      |          | 1:43  |
| 20.      |          | 1:58  |
| 21.      |          | 1:53  |
| 22.      |          | 3:34  |
| 23.      |          | 3:22  |
| 24.      |          | 1:25  |
| 25.      |          | 1:40  |
| 26.      |          | 1:05  |
| 27.      |          | 2:58  |
| 28.      |          | 2:32  |
| 29.      |          | 2:48  |
| 30.      |          | 2:03  |
| 31.      |          | 2:48  |
| 32.      |          | 2:21  |
| 33.      |          | 2:14  |
| 34.      |          | 1:52  |
| 35.      |          | 2:56  |
| 总时长： | 总时长： | 71:37 |

## 迴響

### 評價
《東城奇案》收到多數影評人的好評。根据評論匯總网站爛番茄汇总的93篇评论文章，94%的评论家给予该作正面评价，平均打分为8.02分（满分10分）。该网站总结的评论家共识是“y”。《東城奇案》在Metacritic網站上得到「普遍讚譽」，獲得了82/100分（39位影評人）。

### 收視
| 序 | 標題               | 播出日期      | 收視率 （18–49歲） | 收視率變化 （%） | 收視人数 （百萬） | 收視人数變化 （%） | DVR收視率 （18–49歲） | DVR收視人数 （百萬） | 總收視率 （18–49歲） | 總收視人数 （百萬） |
| -- | ------------------ | ------------- | ------------------ | ---------------- | ----------------- | ------------------ | --------------------- | -------------------- | -------------------- | ------------------- |
| 1  | 猎鹰女本尊         | 2021年4月18日 | 0.08               | 不適用           | 0.600             | 不適用             | 0.06                  | 0.575                | 0.14                 | 1.175               |
| 2  | 父親               | 2021年4月25日 | 0.10               | +25▲             | 0.735             | +22.5▲             | 0.07                  | 0.703                | 0.17                 | 1.438               |
| 3  | 二號嫌犯           | 2021年5月2日  | 0.12               | +20▲             | 0.918             | +24.9▲             | 0.08                  | 0.773                | 0.20                 | 1.691               |
| 4  | 可憐的薛西弗斯     | 2021年5月9日  | 0.16               | +33.33▲          | 1.049             | +14.27▲            | 0.10                  | 0.869                | 0.26                 | 1.918               |
| 5  | 錯覺               | 2021年5月16日 | 0.15               | −6.25▼           | 1.064             | +1.43▲             | 0.09                  | 0.922                | 0.24                 | 1.986               |
| 6  | 風暴必然會帶來痛苦 | 2021年5月23日 | 0.22               | +46.67▲          | 1.210             | +13.72▲            | 不適用                | 不適用               | 不適用               | 不適用              |
| 7  | 聖禮               | 2021年5月30日 | 0.27               | +22.73▲          | 1.520             | +25.62▲            | 0.08                  | 0.696                | 0.35                 | 2.215               |

## 發行

### 電視播出
2021年2月，HBO宣佈影集於2021年4月18日首播。

### 影碟發行
| 季數 | 季數 | 集數 | DVD發行日期   | DVD發行日期 | DVD發行日期 | 藍光影碟發行日期 | 藍光影碟發行日期 |
| 季數 | 季數 | 集數 | 區域1         | 區域2       | 區域4       | A區              | B區              |
| ---- | ---- | ---- | ------------- | ----------- | ----------- | ---------------- | ---------------- |
|      | 1    | 7    | 2021年9月14日 | 待公布      | 待公布      | 待公布           | 待公布           |

## 資料來源
1. ↑  . HBO.   [2019-01-27]. （原始内容存档于2019-01-24） （美国英语）.
2. ↑  . WarnerMedia. 2021-02-10  [2021-03-14]. （原始内容存档于2021-03-24） （美国英语）.
3. ↑  . The Futon Critic.   [2021-03-14]. （原始内容存档于2021-03-24） （美国英语）.
4. 1 2  Metcalf, Mitch. . Showbuzz Daily. 2021-04-20  [2021-04-20]. （原始内容存档于2021-04-24） （美国英语）.
5. 1 2  Metcalf, Mitch. . Showbuzz Daily. 2021-04-27  [2021-04-27]. （原始内容存档于2021-04-27） （美国英语）.
6. 1 2  Metcalf, Mitch. . Showbuzz Daily. 2021-05-04  [2021-05-04]. （原始内容存档于2021-05-04） （美国英语）.
7. 1 2  Metcalf, Mitch. . Showbuzz Daily. 2021-05-11  [2021-05-11]. （原始内容存档于2021-05-13） （美国英语）.
8. 1 2 3  Berman, Marc. . Programming Insider. 2021-05-17  [2021-05-26]. （原始内容存档于2021-05-19） （美国英语）.
9. 1 2 3 4 5 6  . TV Series Finale. 2021-06-05  [2021-04-28]. （原始内容存档于2021-05-28） （美国英语）.
10. ↑  Otterson, Joe; Otterson, Joe. . Variety. 2019-01-23  [2019-01-27]. （原始内容存档于2019-01-24） （美国英语）.
11. ↑  Keene, Allison. . collider. 2019-01-23  [2019-01-27]. （原始内容存档于2019-01-26） （美国英语）.
12. ↑  Fleming Jr., Mike. . Deadline Hollywood. 2020-01-13  [2021-04-02]. （原始内容存档于2021-04-23） （美国英语）.
13. ↑  Smith, Erika. . Forbes. 2019-01-23  [2019-01-27]. （原始内容存档于2019-01-24） （美国英语）.
14. ↑  Petski, Denise. . deadline.com. 2019-09-27  [2019-09-30]. （原始内容存档于2019-09-30） （美国英语）.
15. ↑  Pedersen, Erik. . Deadline Hollywood. 2019-10-17  [2020-02-03]. （原始内容存档于2019-12-28） （美国英语）.
16. ↑  Andreeva, Nellie. . Deadline Hollywood. 2021-02-09  [2021-02-16]. （原始内容存档于2021-02-21） （美国英语）.
17. ↑  Petski, Denise. . Deadline Hollywood. 2021-02-16  [2021-02-16]. （原始内容存档于2021-02-22） （美国英语）.
18. ↑  Vadala, Nick. . The Philadelphia Inquirer (Online) (The Philadelphia Inquirer, LLC). The Philadelphia Inquirer, LLC. 2019-10-28  [2020-02-26]. （原始内容存档于2020-01-29） （美国英语）.
19. ↑  Bennett, Max. . Patch. 2020-03-04  [2020-10-09]. （原始内容存档于2021-03-24） （美国英语）.
20. ↑  . Office Ladies Podcast. 2020-10-07  [2020-10-09]. （原始内容存档于2020-10-15） （美国英语）.
21. ↑  . 6 ABC. 2020-09-05  [2020-10-09]. （原始内容存档于2021-05-08） （美国英语）.
22. ↑  . Atlas of Wonders.   [2021-04-28]. （原始内容存档于2021-04-30） （美国英语）.
23. ↑  O'Keefe, Meghan. . Decider. 2021-04-19  [2021-04-28]. （原始内容存档于2021-05-13） （美国英语）.
24. ↑  Tanenbaum, Michael. . Philly Voice. 2021-04-21  [2021-04-28]. （原始内容存档于2021-05-09） （美国英语）.
25. ↑  Adams, Sam. . Slate. 2021-04-16  [2021-04-18]. （原始内容存档于2021-05-17） （美国英语）.
26. ↑  Gray, Ellen. . The Philadelphia Inquirer. 2021-04-14  [2021-04-28]. （原始内容存档于2021-05-17） （美国英语）.
27. ↑  Travers, Ben. . IndieWire. 2021-02-10  [2021-04-18]. （原始内容存档于2021-05-08） （美国英语）.
28. ↑  . Film Music Reporter. 2021-04-13  [2021-04-24]. （原始内容存档于2021-04-25） （美国英语）.
29. ↑  . Soundtrack.net. 2021-06-05  [2021-06-05]. （原始内容存档于2021-06-11） （美国英语）.
30. ↑  . Rotten Tomatoes. Fandango Media.   [2021-05-14] （美国英语）.
31. ↑  . Metacritic. Red Ventures.   [2021-04-20] （美国英语）.
32. ↑  Berman, Marc. . Programming Insider. 2021-04-19  [2021-05-03]. （原始内容存档于2021-05-04） （美国英语）.
33. ↑  Pucci, Douglas. . Programming Insider. 2021-04-25  [2021-05-09]. （原始内容存档于2021-05-09） （美国英语）.
34. ↑  Berman, Marc. . Programming Insider. 2021-05-03  [2021-05-12]. （原始内容存档于2021-05-13） （美国英语）.
35. ↑  Berman, Marc. . Programming Insider. 2021-05-08  [2021-05-22]. （原始内容存档于2021-05-25） （美国英语）.
36. ↑  Berman, Marc. . Programming Insider. 2021-05-28  [2021-06-14]. （原始内容存档于2021-06-08） （美国英语）.
37. ↑  Romano, Nick. . Entertainment Weekly. 2021-02-17  [2021-02-18]. （原始内容存档于2021-03-18） （美国英语）.
38. ↑  .   [2021-07-02] –Amazon （美国英语）.

## 外部連結
- 互联网电影数据库（IMDb）上《東城奇案》的资料（英文）
- 爛番茄上《東城奇案》的資料（英文）
- 豆瓣电影上《東城奇案》的資料 （简体中文）

#invoke:NavboxV2